# Análise multiverso
A análise multiverso é um método científico que especifica e executa um conjunto de modelos alternativos plausíveis ou testes estatísticos para uma única hipótese.  É um método para abordar a questão de que o "processo científico confronta os investigadores com uma multiplicidade de pontos de decisão aparentemente menores, mas não triviais, cada um dos quais pode introduzir variabilidade nos resultados da investigação".  Um problema também conhecido como graus de liberdade do pesquisador  ou como o jardim dos caminhos que se bifurcam. É um método que surge em resposta à crise de credibilidade e replicação que ocorre na ciência, porque pode diagnosticar a fragilidade ou robustez dos resultados de um estudo. As análises multiverso têm sido utilizadas nos campos da psicologia  e da neurociência.  É também uma forma de meta-análise que permite aos pesquisadores fornecer evidências sobre como diferentes especificações de modelos impactam os resultados para a mesma hipótese e, assim, pode apontar aos cientistas onde eles podem precisar de melhores teorias ou modelos causais.

## Detalhes
A análise multiverso geralmente produz um grande número de resultados que tendem a ir em todas as direções. Isso significa que a maioria dos estudos não oferece consenso ou rejeição específica de uma hipótese. Suas utilidades mais fortes até agora são, em vez disso, fornecer evidências contra conclusões baseadas em descobertas de estudos individuais ou fornecer evidências sobre quais especificações de modelo têm maior ou menor probabilidade de causar tamanhos de efeito maiores ou mais robustos (ou não).
Evidências contra estudos individuais ou modelos estatísticos são úteis para identificar potenciais resultados falso-positivos. Por exemplo, um estudo agora infame concluiu que os furacões com nomes de género feminino são mais mortais do que os furacões com nomes de género masculino.  Num estudo posterior,  os investigadores executaram milhares de modelos usando os mesmos dados de furacões, mas fazendo vários ajustes plausíveis ao modelo de regressão. Ao traçar uma curva de densidade de todos os coeficientes de regressão, eles mostraram que o coeficiente do estudo original era um valor atípico extremo.
Em um estudo sobre os efeitos da ordem de nascimento,  os pesquisadores visualizaram um multiverso de modelos plausíveis usando uma curva de especificação que permite aos pesquisadores inspecionar visualmente um gráfico de todos os resultados do modelo em relação a várias especificações do modelo. Eles puderam mostrar que suas descobertas apoiavam pesquisas anteriores sobre a ordem de nascimento no intelecto, mas forneciam evidências contra um efeito na satisfação com a vida e em vários traços de personalidade.